# Ctenus bulimus
Ctenus bulimus är en spindelart som beskrevs av Embrik Strand 1909. 
Ctenus bulimus ingår i släktet Ctenus och familjen Ctenidae. Inga underarter finns listade i Catalogue of Life.